# 하서대로
하서대로(Haseo-daero)는 전라남도 장성군 남면 삼태리와 북이면 호남제2터널을 잇는 전라남도의 도로이다. '하서'라는 이름은 조선시대 장성군 출신 학자인 김인후의 호에서 따온 것이다. 전 구간 국도 제1호선에 속한다.

## 연혁
- 2008년 12월 24일 : 광주 ~ 장성간 도로(장성군 남면 삼태리 ~ 장성읍 단광리) 구간 7.32km 확장 개통[1], 장성 ~ 야은간 도로(장성군 장성읍 영천리 ~ 상오리) 구간 5.4km 확장 개통 및 기존 5.8km 구간 폐지[2]
- 2009년 7월 10일 : 2개 이상 시·도에 걸쳐 있는 도로로 하서대로를 고시[3]
- 2015년 9월 24일 : 야은 ~ 원덕간 도로(장성군 장성읍 상오리 ~ 북하면 대악리) 5.2km 구간 확장 개통[4]
- 2015년 12월 21일 : 야은 ~ 원덕간 도로(장성군 장성읍 상오리 ~ 북하면 약수리) 10.2km 구간 확장 개통, 기존 10.6km 구간 폐지[5]
- 2016년 6월 15일 : 정읍 ~ 원덕간 도로 1공구(장성군 북하면 약수리 ~ 신성리) 3.64km 구간 임시 개통[6]
- 2016년 7월 7일 : 정읍 ~ 원덕간 도로 1공구(장성군 북하면 약수리 ~ 북이면 원덕리) 10.5km 구간 확장 개통 및 기존 11.4km 구간 폐지[7] 정읍 ~ 원덕간 도로 2공구(장성군 북이면 원덕리 ~ 정읍시 입암면 신면리) 6.0km 구간 확장 개통 및 기존 장성군 북이면 원덕리 ~ 정읍시 입암면 마석리 12.88km 구간 폐지[8]

## 주요 경유지
전라남도
- 장성군 (남면 - 진원면 - 장성읍 - 북하면 - 북이면)

## 노선
| 이름                          | 접속 노선                                                       | 소재지          | 소재지                                                                                     | 비고                                                          |
| 북문대로와 직결               | 북문대로와 직결                                                 | 북문대로와 직결 | 북문대로와 직결                                                                            | 북문대로와 직결                                               |
| ----------------------------- | --------------------------------------------------------------- | --------------- | ------------------------------------------------------------------------------------------ | ------------------------------------------------------------- |
| 북광산 교차로                 | 하남진곡산단로                                                  | 장성군          | 남면                                                                                       | 국도 제1호선 구간 호남고속도로 방향 진출입 불가               |
| 송광교 월곡교 덕촌교 분향육교 |                                                                 | 장성군          | 남면                                                                                       | 국도 제1호선 구간                                             |
| 덕촌 교차로                   | 못재로 진남1로                                                  | 장성군          | 남면                                                                                       | 국도 제1호선 구간                                             |
| 시목 교차로                   | 못재로 시목1길                                                  | 장성군          | 진원면                                                                                     | 국도 제1호선 구간                                             |
| 마흥 교차로                   | 못재로 마흥길 율곡길                                            | 장성군          | 진원면                                                                                     | 국도 제1호선 구간                                             |
| 못재터널                      |                                                                 | 장성군          | 진원면                                                                                     | 국도 제1호선 구간 정읍 방면 연장 1,210m 광주 방면 연장 1,229m |
| 못재터널                      | 장성읍                                                          | 장성군          |                                                                                            | 국도 제1호선 구간 정읍 방면 연장 1,210m 광주 방면 연장 1,229m |
| 단광교                        |                                                                 | 장성군          | 국도 제1호선 구간                                                                          |                                                               |
| 가작 교차로 (장성 나들목)     | 25호선 호남고속도로 국도 제24호선 (노사로) 못재로               | 장성군          | 국도 제1, 24호선 구간                                                                      |                                                               |
| 단광리                        | 영천로                                                          | 장성군          | 국도 제1, 24호선 구간                                                                      |                                                               |
| 장성 교차로                   | 국도 제24호선 (함장로)                                          | 장성군          | 국도 제1, 24호선 구간                                                                      |                                                               |
| 청운교                        |                                                                 | 장성군          | 국도 제1호선 구간                                                                          |                                                               |
| 월산 교차로                   | 단풍로 영천월산길                                               | 장성군          | 국도 제1호선 구간                                                                          |                                                               |
| (교차로 명칭 미상)            | 단풍로                                                          | 장성군          | 국도 제1호선 구간                                                                          |                                                               |
| 북장성 나들목                 | 25호선 호남고속도로                                             | 장성군          | 국도 제1호선 구간                                                                          |                                                               |
| 장성천교                      |                                                                 | 장성군          | 국도 제1호선 구간                                                                          |                                                               |
| 성산교                        | 부흥신흥길                                                      | 장성군          | 국도 제1호선 구간 정읍 방면 진입 불가 광주 방면 진출 불가                                  |                                                               |
| 성산 교차로                   | 단풍로                                                          | 장성군          | 국도 제1호선 구간                                                                          |                                                               |
| 야은 교차로 (야은교)          | 지방도 제898호선 (단풍로)                                       | 장성군          | 국도 제1호선 구간 지방도 제898호선 구간                                                    |                                                               |
| 상오교 우지교                 |                                                                 | 장성군          | 국도 제1호선 구간 지방도 제898호선 구간                                                    |                                                               |
| 덕진 교차로                   | 단풍로                                                          | 장성군          | 국도 제1호선 구간 지방도 제898호선 구간                                                    |                                                               |
| 구산 교차로                   | 지방도 제898호선 (단풍로)                                       | 장성군          | 국도 제1호선 구간 지방도 제898호선 구간                                                    |                                                               |
| 덕진교                        |                                                                 | 장성군          | 국도 제1호선 구간                                                                          |                                                               |
| 구산지하차도                  |                                                                 | 장성군          | 국도 제1호선 구간                                                                          |                                                               |
| 북하면                        |                                                                 | 장성군          | 국도 제1호선 구간                                                                          |                                                               |
| 대악교 풍기교                 |                                                                 | 장성군          | 국도 제1호선 구간                                                                          |                                                               |
| 대악 교차로                   | 대방길                                                          | 장성군          | 국도 제1호선 구간                                                                          |                                                               |
| 장사1교 장사2교 단전1교       |                                                                 | 장성군          | 국도 제1호선 구간                                                                          |                                                               |
| 단전 교차로                   | 단풍로 솔룡길                                                   | 장성군          | 국도 제1호선 구간 정읍 방면 진출 불가 광주 방면 진입 불가                                  |                                                               |
| 단전2교                       |                                                                 | 장성군          | 국도 제1호선 구간                                                                          |                                                               |
| 용두터널                      |                                                                 | 장성군          | 국도 제1호선 구간 정읍 방면 연장 834m 광주 방면 연장 848m                                  |                                                               |
| 용두1교 용두2교               |                                                                 | 장성군          | 국도 제1호선 구간                                                                          |                                                               |
| 약수 교차로                   | 국가지원지방도 제15호선 국가지원지방도 제49호선 (단풍로) 백양로 | 장성군          | 국도 제1호선 구간 국가지원지방도 제15, 49호선 구간                                         |                                                               |
| 약수삼거리                    | 백양로                                                          | 장성군          | 국도 제1호선 구간 국가지원지방도 제15, 49호선 구간                                         |                                                               |
| 원동 교차로                   | 국가지원지방도 제15호선 국가지원지방도 제49호선 (백양로)        | 장성군          | 국도 제1호선 구간 국가지원지방도 제15, 49호선 구간 정읍 방면 진입 불가 광주 방면 진출 불가 |                                                               |
| (교량 명칭 미상)              |                                                                 | 장성군          | 국도 제1호선 구간                                                                          |                                                               |
| 쌍웅터널                      |                                                                 | 장성군          | 국도 제1호선 구간 연장 555m                                                                |                                                               |
| (교량 명칭 미상)              |                                                                 | 장성군          | 국도 제1호선 구간                                                                          |                                                               |
| 신성 교차로                   | 백양로                                                          | 장성군          | 국도 제1호선 구간                                                                          |                                                               |
| 곰재터널                      |                                                                 | 장성군          | 국도 제1호선 구간 연장 390m                                                                |                                                               |
| 곰재터널                      | 북이면                                                          | 장성군          | 국도 제1호선 구간 연장 390m                                                                |                                                               |
| (교량 명칭 미상)              |                                                                 | 장성군          | 국도 제1호선 구간                                                                          |                                                               |
| 오월터널                      |                                                                 | 장성군          | 국도 제1호선 구간 연장 245m                                                                |                                                               |
| (교량 명칭 미상)              |                                                                 | 장성군          | 국도 제1호선 구간                                                                          |                                                               |
| 복룡 교차로                   | 방장로                                                          | 장성군          | 국도 제1호선 구간                                                                          |                                                               |
| 조산 교차로                   | 조산길                                                          | 장성군          | 국도 제1호선 구간                                                                          |                                                               |
| (교량 명칭 미상)              |                                                                 | 장성군          | 국도 제1호선 구간                                                                          |                                                               |
| 호남제2터널                   |                                                                 | 장성군          | 국도 제1호선 구간 정읍 방면 연장 1,760m 광주 방면 연장 1,720m                              |                                                               |
| 정읍대로와 직결               |                                                                 |                 |                                                                                            |                                                               |